# Theogonia (album)
Theogonia (česky Zrození bohů) je deváté studiové album řecké extreme metalové kapely Rotting Christ. Bylo vydáno v roce 2007 hudebním vydavatelstvím Season of Mist (první deska Rotting Christ vydaná ve spolupráci s touto firmou). Poprvé se v sestavě představil kytarista Giorgos Bokos (dříve hrál v kapele Nightfall).
Název alba vychází z díla řeckého antického básníka Hésioda Theogonia (řecky Θεογονια, česky O původu bohů). Album čerpá z řecké mytologie. Pro skladbu Enuma Elish byl vytvořen videoklip.

## Seznam skladeb
1. "Χάος Γένετο (The Sign of Prime Creation)" – 3:20
2. "Keravnos Kivernitos" – 4:41
3. "Nemecic" – 4:16
4. "Enuma Elish" – 4:39
5. "Phobos' Synagogue" – 4:31
6. "Gaia Tellus" – 4:39
7. "Rege Diabolicus" – 2:52
8. "He, the Aethyr" – 4:34
9. "Helios Hyperion" – 3:50
10. "Threnody" – 5:19

## Sestava
- Sakis Tolis – vokály, kytara, klávesy
- Themis Tolis – bicí
- Andreas Lagios – baskytara
- Giorgos Bokos – kytara